# Ramón Vega (futbolista)
Ramón Vega (Olten, Suiza, 14 de junio de 1971) es un exfutbolista suizo, que jugaba de defensa y militó en diversos clubes de Suiza, Italia, Inglaterra, Escocia y Francia.

## Selección nacional
Con la Selección de fútbol de Suiza, disputó 23 partidos internacionales y anotó solo un gol. Incluso participó con la selección suiza, en una sola edición de la Eurocopa. La única participación de Vega en una Eurocopa, fue en la edición de Inglaterra 1996. donde su selección quedó eliminada en la primera fase de la cita de Inglaterra.

### Participaciones en Eurocopas
| Eurocopa      | Sede       | Resultado    |
| ------------- | ---------- | ------------ |
| Eurocopa 1996 | Inglaterra | Primera Fase |

## Clubes
| Club              | País       | Año         |
| ----------------- | ---------- | ----------- |
| Grasshopper       | Suiza      | 1990 - 1996 |
| Cagliari          | Italia     | 1996 - 1997 |
| Tottenham Hotspur | Inglaterra | 1997 - 2000 |
| Celtic            | Escocia    | 2000 - 2001 |
| Watford           | Inglaterra | 2001 - 2002 |
| Créteil           | Francia    | 2002 - 2003 |